# 巴特瓦尔德塞
巴特瓦尔德塞（德語：Bad Waldsee，發音：[baːt ˈvaltˌzeː] ⓘ）是德国巴登-符腾堡州蒂宾根行政区拉芬斯堡县的城市，面积108.55平方千米，2023年12月31日人口为20,786人。